# أنيتا كابلان بان
- عنصر قائمة منقطة

أنيتا كابلان بان
كانت أنيتا كابلان بان (19 تموز,1920 – 1980) عالمة أوبئة أمريكية، إحصائية حيوية، وباحثة في مجال السرطان.

## التعليم والمهنة
كانت بان في الأصل من مدينة نيويورك. تركت المدرسة الثانوية في عمر الخامسة عشرة، وحصلت على درجة البكالوريوس في علم الأحياء بعد أربع سنوات من كلية هانتر، بحصولها على شهادة خولتها من تدريس علم الأحياء لطلاب المدرسة الثانوية. أكملت دراستها أيضا بدراسة «علم الفيزياء في كلية نيويورك؛ علم النبات وعلم البكتيريا في جامعة كورنيل؛ الرياضيات والإحصاء في الجامعة الأمريكية وجامعة جورج واشنطن», لكن دون أن تنهي تلك الدراسات فلم تتخرج  لتحصل على درجة علمية.
أصبحت بان رئيسة دراسات المرضى الخارجيين في المعهد الوطني للصحة العقلية من سنة 1951 ولغاية 1966. خلال هذا الوقت حصلت على شهادة دكتوراه في العلوم من جامعة جونز هوبكنز في عام 1960. كانت رسالتها الجامعية مرؤوسة من قبل جيرمي كورنفيلد دراسة منهجية لتعداد المرضى الخارجيين للعيادة النفسية في ماري لاند لعام 1948 وحتى 1959. عادت بعد ذلك للفرع الأكاديمي كأستاذ مساعد في الإحصاء الأحيائي في الكلية الطبية لبنسلفانيا. خلال وجودها هناك سعت لتحصل على شهادة دكتور في الطب، والتي حصلت عليها في عام 1972.
أصبحت بان رئيسة علم الأوبئة في ماري لاند للسنتين التاليتين،وأصبحت فيما بعد أستاذة في الطب العام وعلم الأوبئة في مدرسة الطب في جامعة بنسلفانيا. في بنسلفانيا، عملت على تأسيس برنامج تخريج في علم الأوبئة، وترأست مركز بحث في علم أوبئة السرطان. كانت أيضا منتسبة لمركز فوكس تشيس للسرطان، واحتلت منصب مساعد في جامعة تيمبل. في عام 1980، عينت لترأس برنامجا جديدا لعلم الأوبئة في التخريج التدريسي للصحة العامة في جامعة سان دييغو ستيت،
```
ولكنها توفيت اثر نزيف دماغي في مستشفى جامعة بينسلفانيا قبل أن تستلم منصبها الجديد.
[
2
]
```

## الكتب
كانت بان المحررة لكتاب الاحصاءات الطبية الأساسية (غرون وستارتون, 1972). وبالتعاون مع جودث س. موسنير، ألفت كتاب علم الأوبئة: نص تقديمي (مرض سوندرز، 1974).

## الجوائز والأوسمة
لقبت بان بعضو المنظمة الأمريكية الإحصائية في عام 1970. وكانت أيضا عضوا في منظمة الصحة العامة الأمريكية وكلية الدواء الوقائي الأمريكية.

## شخصي
توفي زوجها رالف بان في بدايات العقد الثامن من القرن العشرين.
```
وتزوجت مجددا من الفيزيائي النووي ومحب الخيال العلمي ميلتون أ. روثمان.
[
1
]
```